# Одигітрієвський собор (Улан-Уде)
Одигітрієвський собор — православний храм в Улан-Уде, кафедральний собор Улан-Уденської єпархії Російської православної церкви. Зведений у 1741—1785 роках у місті Верхньоудинську (від 1934 — Улан-Уде), пам'ятка архітектури сибірського бароко в Забайкаллі.
Перша кам'яна будівля міста, розташована в історичному центрі, на правому березі річки Уди поблизу її впадання в Селенгу.
Головний престол освячено на честь Смоленської ікони Божої Матері Одигітрії.

## Архітектура
Загальна об'ємно-просторова композиція собору тричасткова, симетрична, вирішена «кораблем», з розташуванням складників будівлі строго за поздовжньою віссю із заходу на схід. Всі об'єкти храму, трапезної та дзвіниці злиті воєдино та утворюють щільний моноліт.
Серед них центральне місце займає двоповерховий безстовповий масивний обсяг четверика з п'ятигранною апсидою. Четверик перекрито зімкнутим склепінням, увінчано високим куполом без покрівлі та світловим двоярусним ліхтариком. «Круглі» фронтони з чотирипелюстковими люкарнами по осях четверика, фігурні кокошники на кутах утворюють завершення стін, створюючи ефект заокругленості кутів і органічно поєднуючись із куполом.
Із заходу до трапезної примикає дзвіниця типу «восьмерик на четверику». Над двома квадратними ярусами поставлено двоярусний восьмерик. Кожна грань верхнього ярусу прорізана арковими прорізами, що надають йому виразності. Дзвіницю завершує шоломоподібний купол зі шпилем.
В архітектурі фасадів та декоративних деталях елементів відчутний сильний вплив барокових форм. Декор лиштв цікавий поєднанням традиційних давньоруських форм колишнього дерев'яного культового зодчества з елементами бароко. Багата пластична обробка фасадів з добре промальованими цегляними деталями лиштв вікон та інших елементів належить до традицій візерункової цегляної архітектури XVII століття, що підтверджує вплив архітектурної творчості вихідців з Російської Півночі.

## Історичний нарис

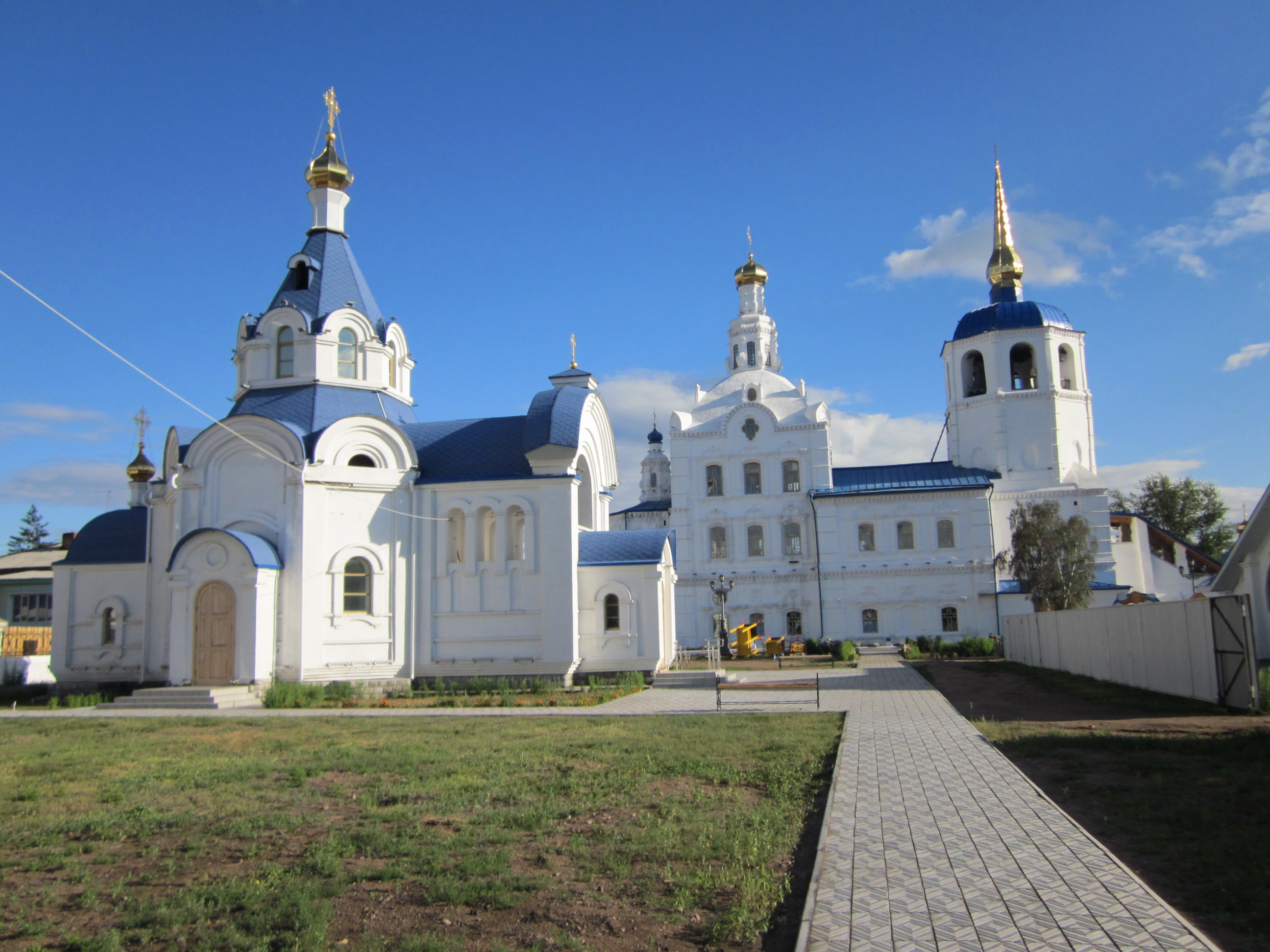
Праворуч — Одигітрієвський собор, ліворуч — Спаська церква (нова)

1700 року на місці собору побудовано дерев'яний Богородице-Володимирський храм — невелику цвинтарну одноповерхову церкву з окремою дзвіницею. На південь від собору на місці, де була стара церква, згодом установлено два хрести.
Будівництво собору почалося 1741 року і тривало 44 роки. Будівельниками та першими настоятелями собору були ієромонах Іоанн та ієрей Максим Федоров. Зводився храм коштом верхньоудинських і кяхтинських купців і пожертвування городян. Як багато сибірських соборів, будувався у два етапи. 27 травня 1770 року святитель Софроній, єпископ Іркутський і Нерчинський, освятив теплий нижній боковий вівтар в ім'я Богоявлення Господнього. Верхній літній боковий вівтар в ім'я Смоленської ікони Божої Матері Одигітрії освятив 3 травня 1785 єпископ Михайло.
У середині 1860-х років великий дзвін собору мав вагу 105 пудів 7 фунтів. Найстарішою книгою бібліотеки був церковний статут 1700 року, надрукований у Москві. Головним художньо-декоративним елементом храму були позолочені різьблені іконостаси.
1818 року у фундаменті собору та його склепінні з'явилися тріщини. Тріщин побільшало після землетрусів 1862 і 1885 років. 1863 року проведено капітальний ремонт собору.
У 1860-ті роки при парафії відкрито благодійні організації.

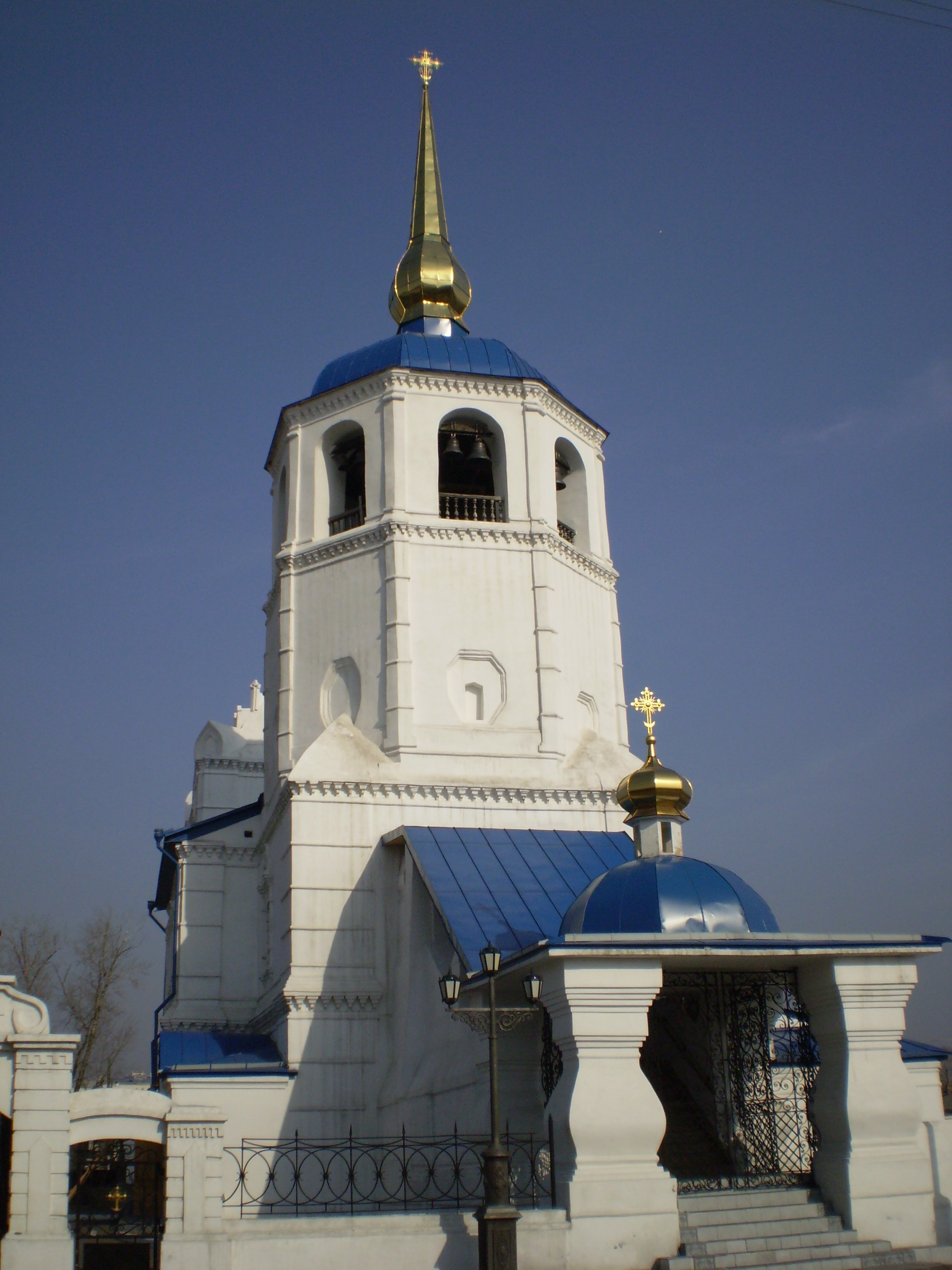
Ґанок собору

Наприкінці XIX — на початку XX століття в 20 селах, приписаних до приходу собору, відкрито церковно-парафіяльні школи.
У роки Першої світової війни парафія доглядала поранених і збирала кошти. Собор на той час володів 4364 квадратними сажнями подвір'я у Верхньоудинську та 50 десятинами ріллі та угідь у його передмістях.
1914 року парафія налічувала 1833 чоловіків і 1815 жінок.
6 вересня 1929 року Президія Центрального виконавчого комітету Бурят-Монгольської АРСР видала постанову про закриття собору через «відмову Одигітрієвського товариства віруючих від ремонту храму». Все церковне майно вилучено, ікони знищено, будинок передано під склад. Останнього настоятеля собору, Гавриїла Макушева, архієпископа Прибайкальського, страчено 1930 року. Того ж року зі собору знято дзвони.
У будівлі храму влаштували курси будівельних кадрів, а від кінця 1935 року в соборі розмістився Антирелігійний (після Великої Вітчизняної війни Краєзнавчий) музей. Для відвідувачів музей відкрито в листопаді 1937 року. До 1999 року в соборі зберігалися фонди Музею історії Бурятії.
1960 року собор отримав статус пам'ятки архітектури. У 1959—1961 роках у храмі проводилися реставраційні роботи.
31 березня 1992 року при соборі зареєстровано православну парафію. 25 травня 1992 року головою ради приходу Свято-Одигітрієвського собору обрано ієрея Ігоря Арзуманова. 23 травня 1996 року встановлено шість дзвонів. 23 липня 1999 року на дзвіниці встановлено хрест.
20 грудня 1999 року єпархії передано нижній боковий вівтар, а 30 травня 2000 року — і верхній.
На кінець 2001 року, за планом ремонтно-відновлювальних робіт, досліджено всі тріщини та укріплено фундаменти.

## Галерея

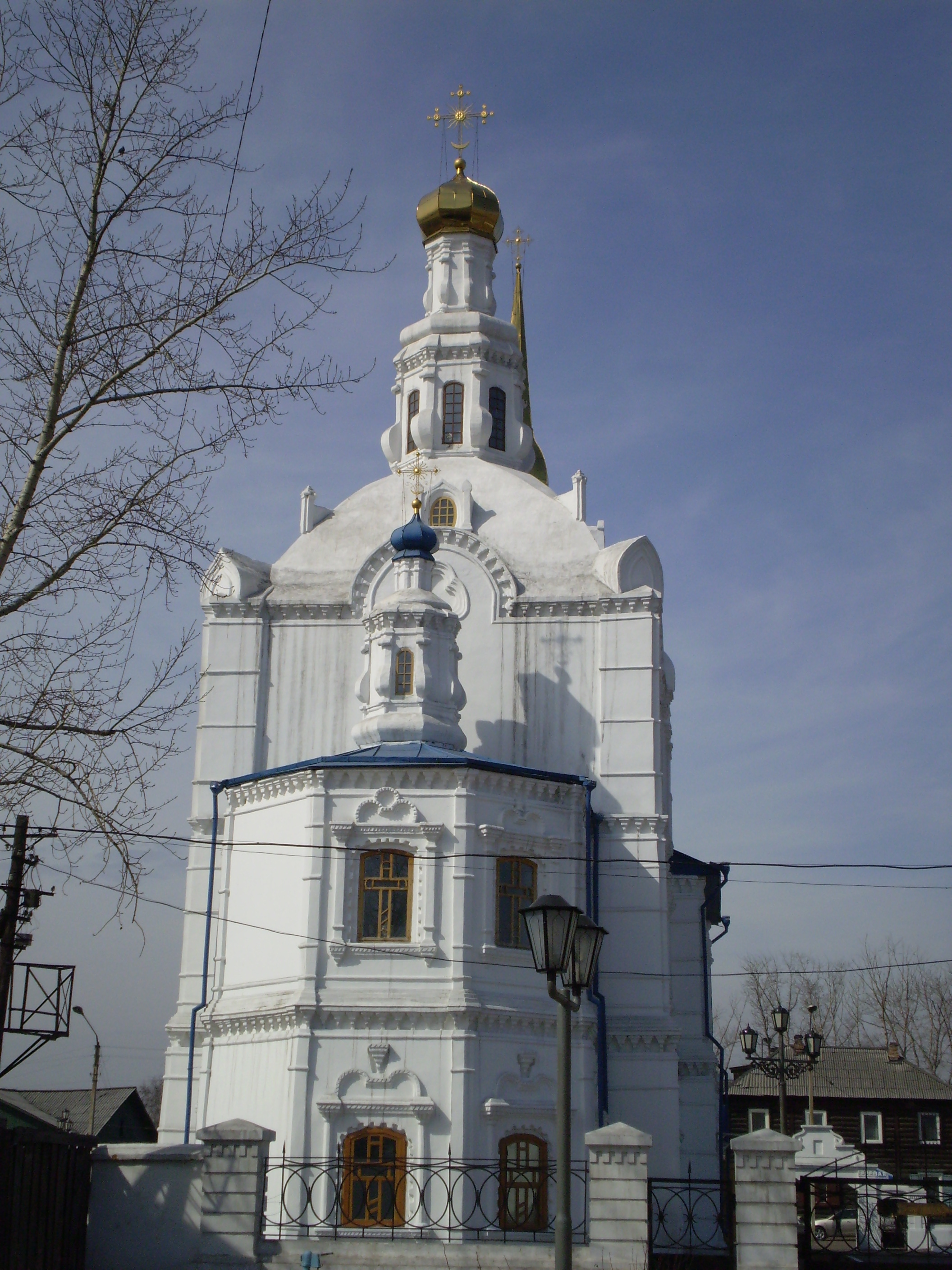
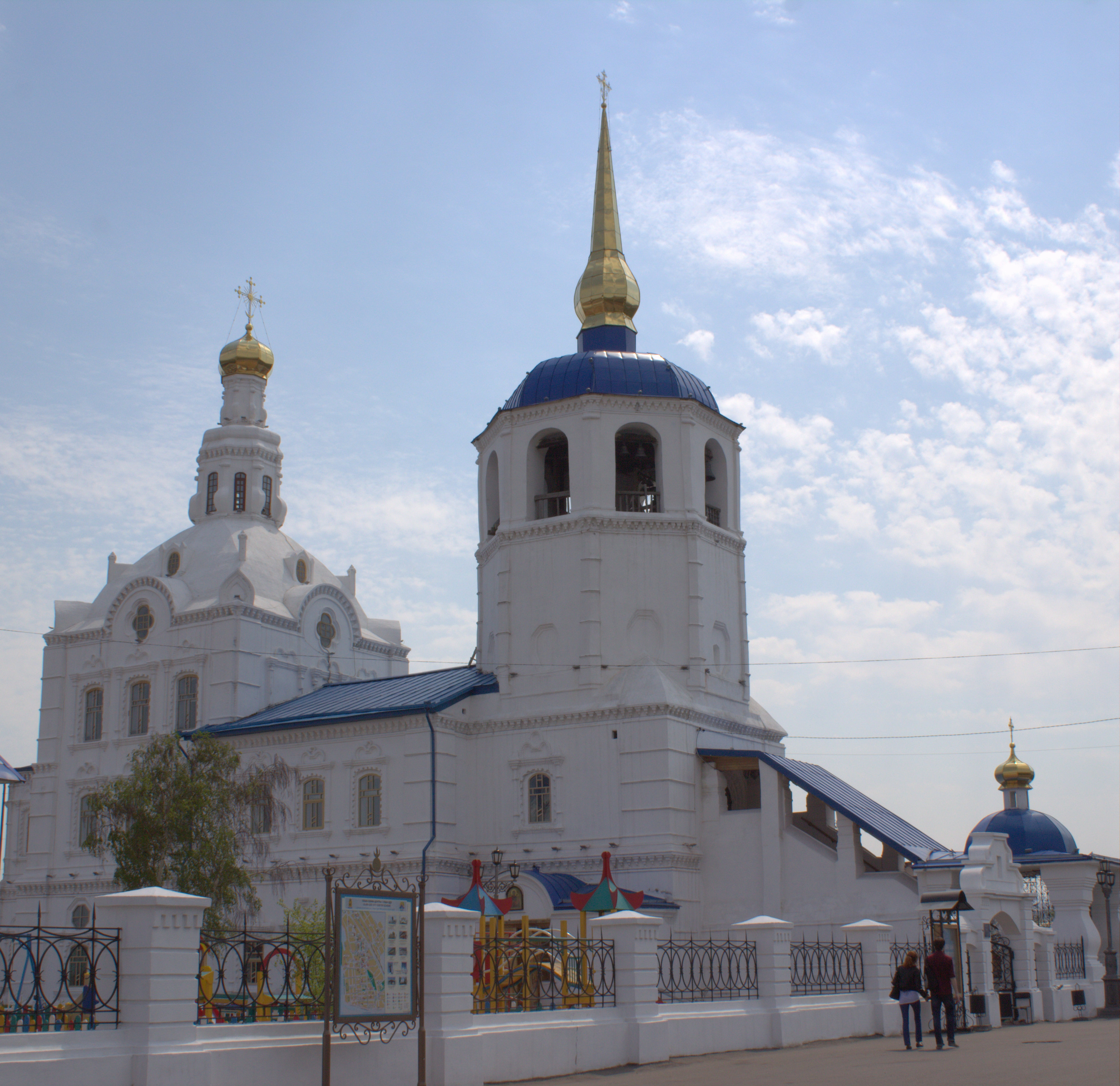
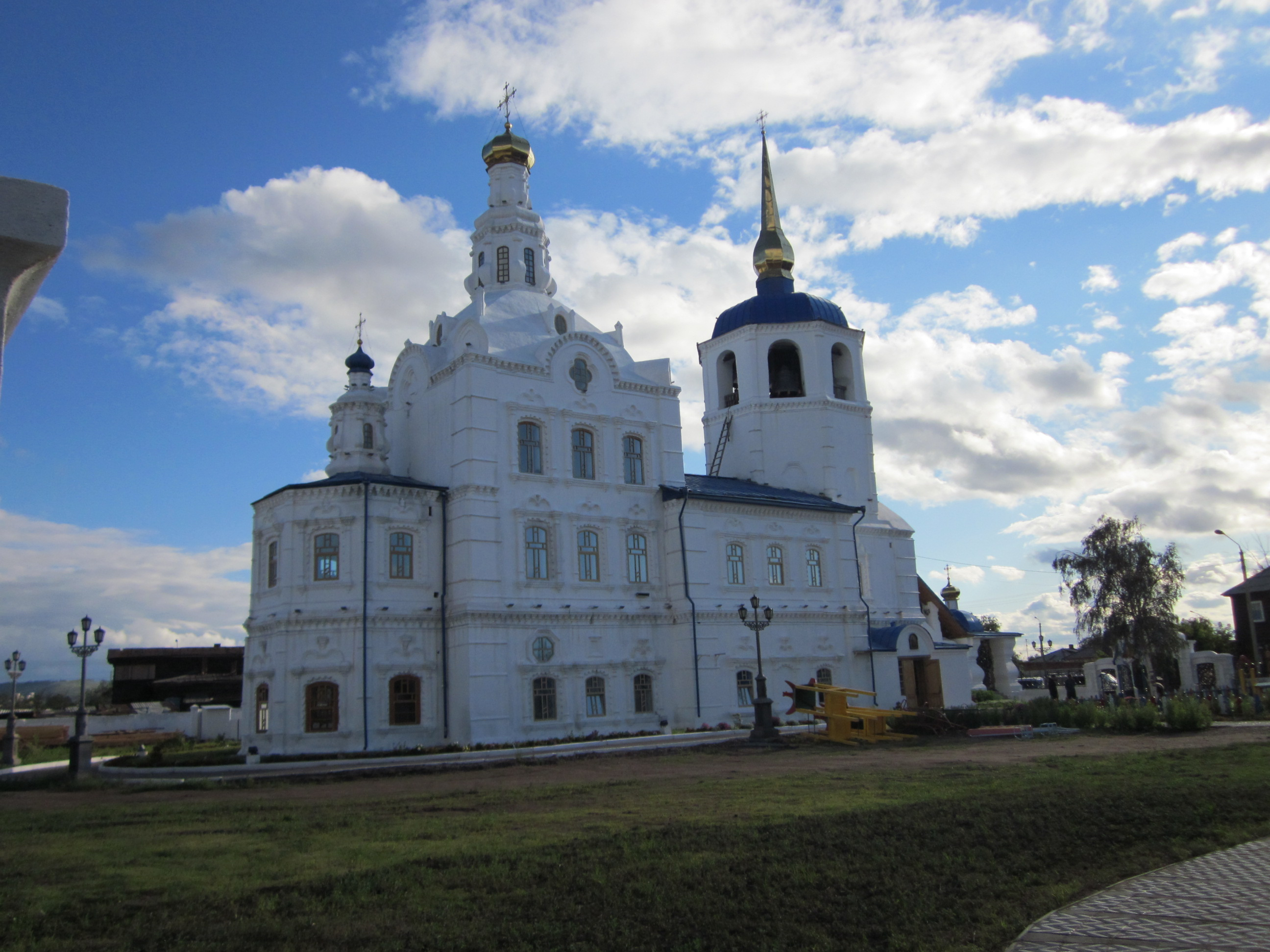
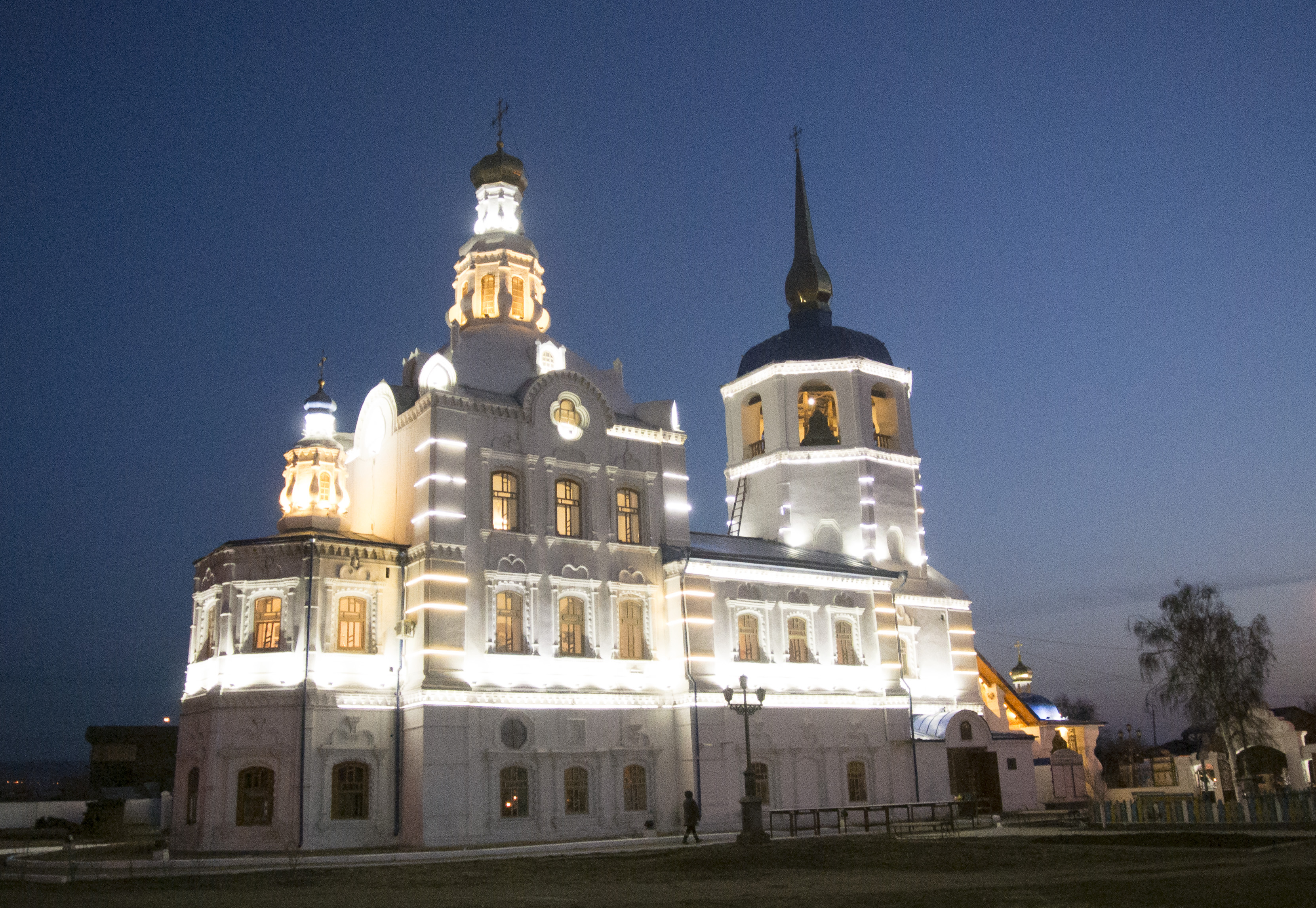
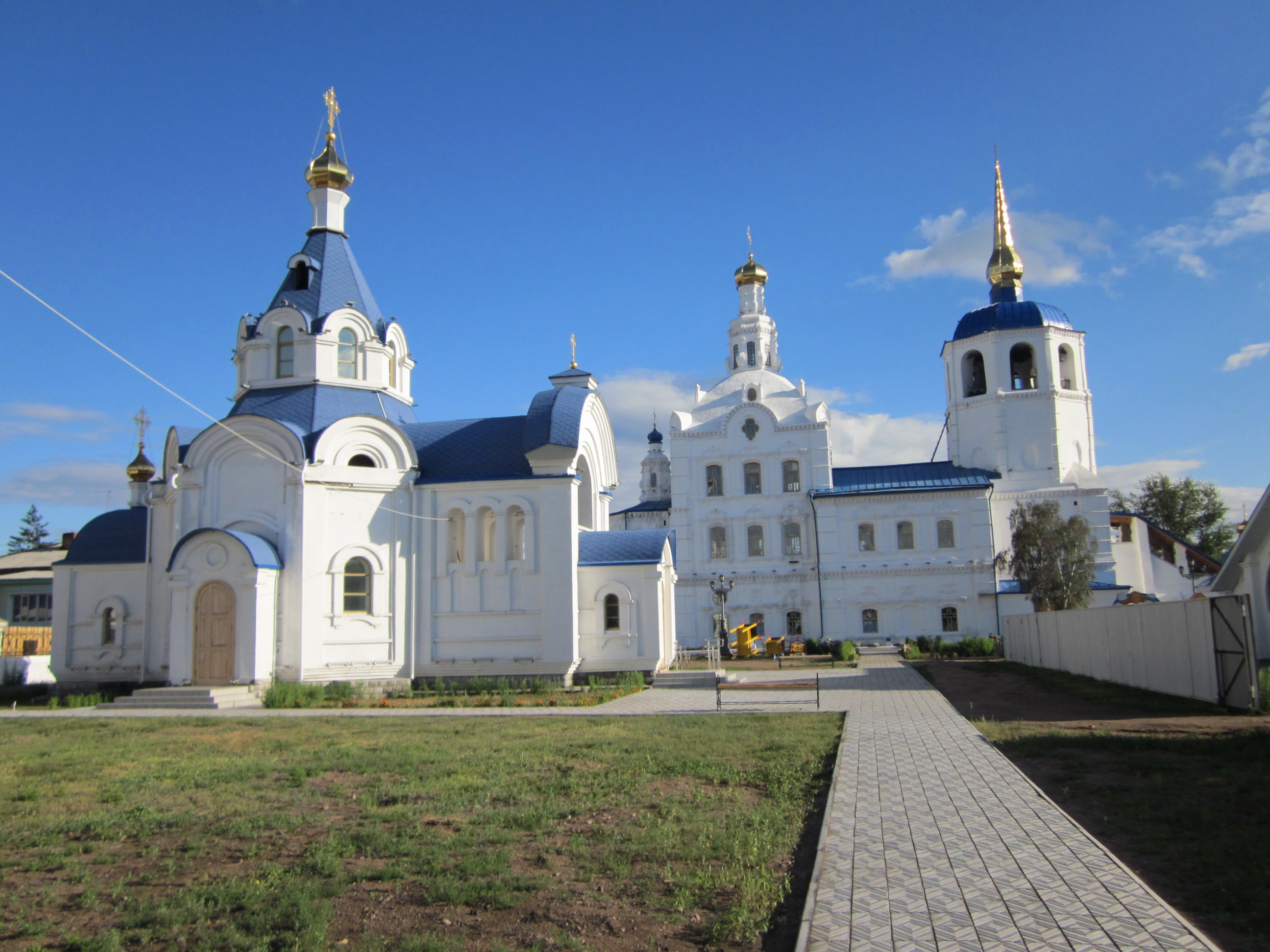
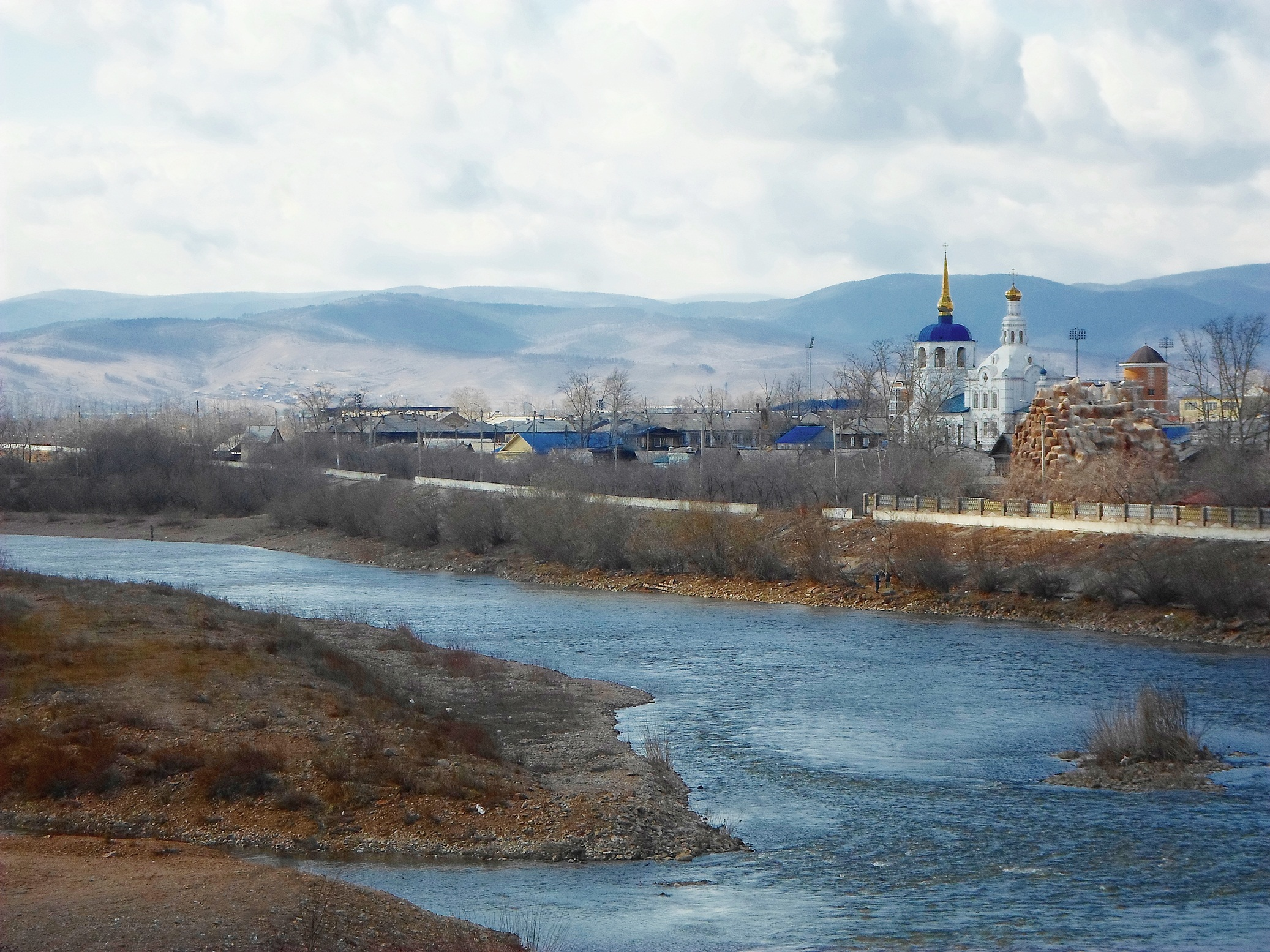